# Jukagiri
Jukagiri (ruski: Юкагиры; jukagirski: одул, čitaj: odul, ili деткиль, čitaj: detkilj) su narod koji živi u istočnom Sibiru. Živi u porječju rijeke Kolime.
Prema popisu iz 2002., ima 1509 pripadnika ovog naroda.
Postoji više skupina Jukagira. Jukagiri iz tundre žive uz dolnji tok rijeke Kolime u Jakutskoj, a Jukagiri iz tajge žive uz gornji tok rijeke Kolime u Jakutskoj i Srednjekanskom okrugu u Magadanskoj oblasti. 
Jukagiri govore neklasificiranim jukagirskim jezikom.

## Povijest
Do vremena kad se dogodilo veliko rusko naseljavanje Sibira u 17. stoljeću, Jukagirske plemenske skupine Čuvani, Hodini, Anauli i ini su nastanjavali ozemlje od rijeke Lene do ušća rijeke Anadira.
Jukagirima se broj smanjio između 17. i 19. stoljeća zbog epidemija, ratova  i carske kolonijalne politike. Neki od Jukagira su se asimilirali u Jakute, Evenke i Ruse.